# فورت مينور
فورت مينور (أو Fort Minor) عبارة عن مشروع موسيقي تم إنشاءه من قبل مايك شينودا مغني الروك والمنتج في فرقة لينكين بارك في 2005. من بين أشهر أغانيهم "Where'd You Go"وRight now و Remember the name. أصدرت الفرقة ألبوم واحد وهو «The Rising Tied»، ولقد اشتهر كثيرا.

## وصلات خارجية
- فورت مينور على موقع ميوزك برينز (الإنجليزية)
- فورت مينور على موقع أول ميوزيك (الإنجليزية)
- فورت مينور على موقع ديسكوغز (الإنجليزية)

- فورت مينور